# Chauncey Wright

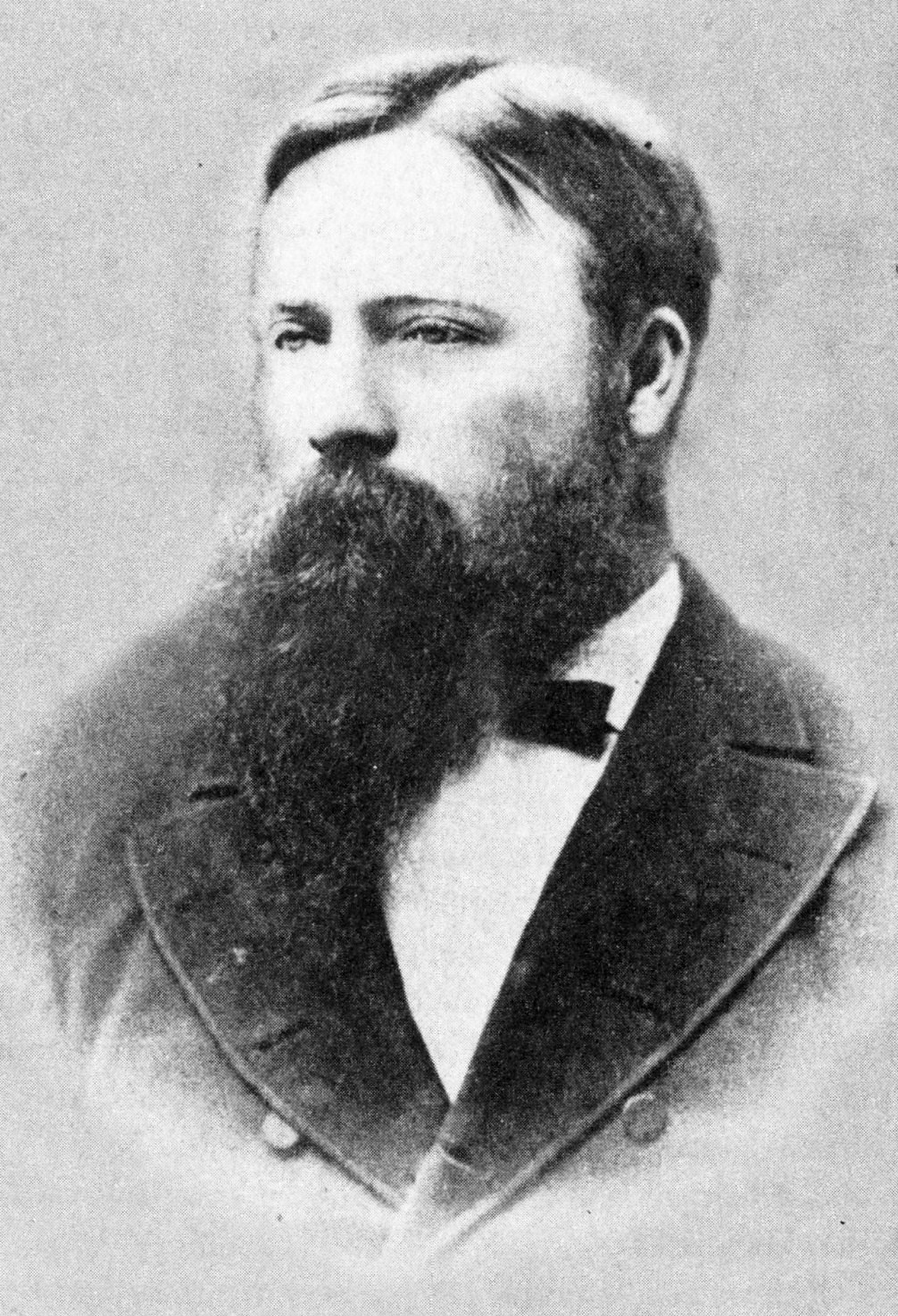
Chauncey Wright, um 1870

Chauncey Wright (* 10. September 1830 in Northampton, Massachusetts; † 12. September 1875 in Cambridge, Massachusetts) war ein US-amerikanischer Mathematiker und Philosoph.
Wright schloss 1852 sein Examen an der  Harvard University ab und wurde als Mathematiker „Berechner“ (engl. computer) bei der American Ephemeris and Nautical Almanac, einer Publikation zur Prognose nautischer und astronomischer Daten. Als Mathematiker wurde er durch Beiträge zu mathematischen und physikalischen Themen in der Zeitschrift „Mathematical Monthly“ bekannt. Zugleich veröffentlichte er zu philosophischen Themen über John Stuart Mill, Charles Darwin und Herbert Spencer.
Im Jahr 1870/71 hielt er Vorlesungen über Psychologie an der Harvard University. Wright gilt als unabhängiger Denker, der insbesondere die Gedanken Mills und die Evolutionstheorie Darwins vertrat. Hervorzuheben sind seine Essays über die „Evolution des Selbstbewusstseins“ (The Evolution of Self-Consciousness) und die „Entstehung der Arten“ (Genesis of Species). Der letztere Aufsatz ist eine Verteidigung der Evolutionstheorie gegen St. George Mivart und erschien auf Empfehlung Darwins. 1860 wurde er in die American Academy of Arts and Sciences gewählt, deren Sekretär und Protokollführer er von 1863 bis 1870 war. Er war Mitglied des von Charles S. Peirce und William James in Cambridge begründeten Gesprächskreises, des sog. „Metaphysical Club“. In seinem letzten Lebensjahr hielt er Vorlesungen über mathematische Physik an der Harvard University.
Postum erschienen seine Essays in einem Sammelband (1877) sowie sein Briefwechsel (1878).